# Měčín
Město Měčín (německy Metschin) se nachází v okrese Klatovy, kraj Plzeňský. Žije zde přibližně 1 100 obyvatel.

## Historie
Na konci 12. století se na Plzeňsku usadil rod Drslaviců, který koupil (neznámo od koho) statek Měčín. Není přesně známo, kdy Měčín získal status města, nejstarší zmínka o tomto titulu pochází z roku 1413. Koncem 15. století se Měčín dostal (podrobnosti opět nejsou známy) k panství hradu Švihova, jehož držitelem byl Půta Švihovský.
Na počátku 18. století se uvádí jako majitelka Měčína hraběnka Alžběta z Klenové a Janovic, rozená z Walmerode. Kolem roku 1839 náležel Měčín k žinkovskému panství, v polovině 19. století byl součástí okresu Nepomuk a později patřil k okresu Přeštice. Při provádění pozemkové reformy byly v červnu roku 1924 odprodány poškozenému bývalému řediteli velkostatku Bohumilu Kubecovi a jeho ženě Marii statky Měčín (73,50 ha), Malinec a Mečkov (80 ha). Tato rodina je vlastnila až do pozemkové reformy v roce 1948.
Od roku 1960 Měčín náleží k okresu Klatovy. V roce 1945 byl Měčínu zrušen status města, obnoven byl zákonem České národní rady z roku 1992.[zdroj?]

## Městský znak
Pochází z roku 1994. Je umístěn na tzv. španělském štítu. Zlatá berla v modrém poli v heraldicky pravé polovině symbolizuje zasvěcení zdejšího kostela sv. Mikuláši, červené a bílé pruhy v heraldicky levé polovině připomínají první majitele Měčína – šlechtický rod Rýzmberků.

## Pamětihodnosti
- Zámek Měčín
- Kostel svatého Mikuláše
- Barokní fara s mansardovou střechou a středovým rizalitem u kostela
- Secesní budova základní školy
- Socha svatého Jana Nepomuckého z 18. století před městským úřadem

## Části města
- Měčín
- Bíluky
- Hráz
- Nedanice
- Nedaničky
- Osobovy
- Petrovice
- Radkovice
- Třebýcina